# Tanuhepa
Tanuhepa (ékírással 𒊩𒋫𒉡𒃶𒉺𒀸 MUNUSta-nu-ḫe2-pa-aš, azaz fTanuḫépāš, i. e. 13. század) hettita királyné, II. Murszilisz második felesége, akit Gasszulavijasz halála után vett feleségül. Anyósa, Nikalmal halála után felvehette a tavannanna címet, ami Gasszulavijasznak nem adatott meg. Később Tanuhepa sem adta át a címet haláláig.
A Tanuhepa és Murszilisz házasságából született gyermek(ek) neve nem ismert, de feltehetőleg volt fia. Mostohafiával már férje halála előtt konfliktusai voltak, amelyek II. Muvatallisz egész uralkodását végigkísérték, mivel még az ő fia, III. Murszilisz uralkodásának kezdetén is Tanuhepa viselte a Nagy Királyné címet. Ismert a királyi pecsét, ahol luvi írással mindkettőjük neve szerepel. Ezért sokáig Muvatallisz feleségének tartották Tanuhepát, mert nem merült fel, hogy Muvatallisz mostohaanyja lehetne. Mivel Murszilisz és III. Hattuszilisz konfliktusában az utóbbit támogatta, felmerülhet a gyanú, hogy Hattuszilisz az ő fia volt, de erről Hattuszilisz a CTH#81-ben és CTH#297-ben nem beszél. Az is furcsa lenne, hogy Tanuhepa fia az egyik leányát Gasszulavijaszról nevezte el. Ezért az is feltehető, hogy II. Murszilisz fiai közül egyszerűen Hattuszilisszel volt jobb kapcsolatban, és őt használta fel arra, hogy a vele szembeforduló Muvatallisz és fia, III. Murszilisz pozícióit gyengítse.
Akármelyik verzió is igaz, tevékenysége nagy mértékben hozzájárult a királyi ház tekintélyének lerombolásához, a hettita történelem első igazi polgárháborújához, végső soron a Hettita Birodalom bukásához.